# Clavaspidiotus apicalis
Clavaspidiotus apicalis är en insektsart som beskrevs av Sadao Takagi 1974. Clavaspidiotus apicalis ingår i släktet Clavaspidiotus och familjen pansarsköldlöss. Inga underarter finns listade i Catalogue of Life.